# Juncus brasiliensis
Juncus brasiliensis là một loài thực vật có hoa trong họ Juncaceae. Loài này được Breistr. mô tả khoa học đầu tiên năm 1947.